# Harold Macmillan
Maurice Harold Macmillan, Đệ nhất bá tước Stockton (10 tháng 2 năm 1894 - ngày 29 tháng 12 năm 1986) là một chính trị gia và chính khách bảo thủ Anh, người từng là Thủ tướng Anh từ 10 tháng 1 năm 1957 để ngày 18 tháng 10 năm 1963. Biệt danh "Supermac", ông được biết đến với quan điểm chủ nghĩa thực dụng, dí dỏm và điềm tĩnh.
Macmillan phục vụ trong lực lượng Vệ binh Đặc nhiệm trong chiến tranh thế giới thứ nhất. Ông bị thương ba lần, nặng nhất là trong tháng 9 năm 1916 trong trận Somme. Ông đã trải qua thời gian còn lại của cuộc chiến tranh tại một bệnh viện quân sự không thể đi lại, và phải chịu sự đau đớn và không cử động một phần trong khoảng thời gian còn lại của cuộc đời.
Sau chiến tranh Macmillan tham gia kinh doanh của gia đình, sau đó vào Nghị viện Anh trong cuộc tổng tuyển cử năm 1924, cho khu vực bầu cử công nghiệp phía bắc của Stockton-on-Tees. Sau khi thất bại trong cuộc bầu cử vào Nghị viện trong năm 1929, ông lại đắc cử vào năm 1931, ngay sau đó ông lên tiếng chống lại tỷ lệ thất nghiệp cao ở Stockton-On-Tees, và chống lại chính sách nhân nhượng.